# Dragiša Blagojević
Pour les articles homonymes, voir Blagojević.
Dragiša Blagojević est un joueur d'échecs monténégrin né le 1er janvier 1966. 
Au 1er mars 2021, il est le numéro deux monténégrin avec un classement Elo de 2 489 points.

## Biographie et carrière
Dragiša Blagojević finit 1er-3e du dernier championnat de la République fédérale de Yougoslavie en 2002.
Grand maître international depuis 2004, il a remporté le championnat du Monténégro en 2000 (à Tivat), 2002 à Bar (ex æquo avec Nikola Sedlak et Dragan Kosić), 2003 (ex æquo avec Dragan Kosić), 2005, 2007, 2009 et 2023.
Dragiša Blagojević a représenté le Monténégro lors des olympiades de 2008 (première participation d'une équipe du Monténégro) à 2018, remportant la médaille d'or au quatrième échiquier à l'Olympiade d'échecs de 2008 avec 8 points marqués en 9 parties (7 victoires et deux nulles).
Il a également joué à  sept championnats d'Europe par équipes de 2007 à 2019 (il jouait au premier échiquier en 2009).
Il finit deuxième du tournoi Hit Hotels de Nova Gorica (Slovénie) en 2016, après avoir fini troisième en 2015
Sa fille Tijana (née en 1997) est aussi une joueuse d'échecs qui joue pour la Serbie.